# Punta Paitilla

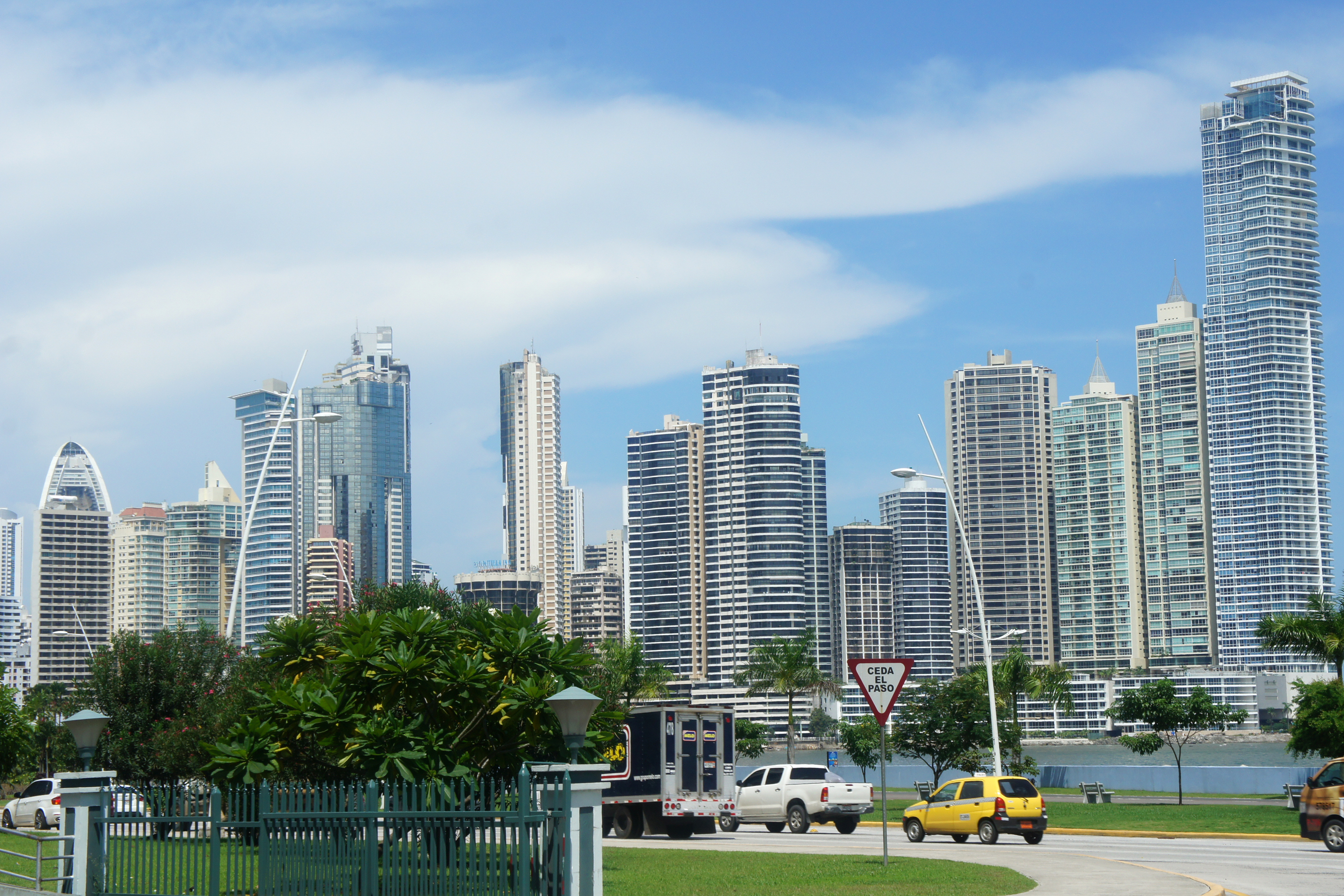
Vista de Punta Paitilla desde la Avenida Balboa.

Punta Paitilla es un sector exclusivo ubicado en la punta que da su nombre, colindante al este con Punta Pacífica, en el corregimiento de San Francisco, en la ciudad de Panamá, en Panamá.
Históricamente, la zona no tuvo mucha repercusión hasta la creación de la Zona del Canal de Panamá en 1904, donde Punta Paitilla junto con otras zonas colindantes que estaban en las afueras de la nueva capital panameña quedaron fuera de su jurisdicción y pasaron a manos de los estadounidenses. Debido a que la Ciudad de Panamá estaba creciendo en los años siguientes, pero desconectada geográficamente del resto del país, en 1914 a través de un convenio se procedió con el traspaso de las zonas de Las Sabanas y Paitilla a manos panameñas, a cambio de unos terrenos en Colón. Eso permitió a la capital panameña crecer en dirección este hacia Juan Díaz y Pacora, sin embargo, el 1 de septiembre de 1920 las autoridades estadounidenses decidieron ocupar un área de 50 hectáreas en Paitilla con fines militares y se renombraría como Paitilla Point Military Reservation. Estados Unidos mantendría la jurisdicción de ésta hasta el 30 de octubre de 1957, cuando fue devuelta Punta Paitilla a manos panameñas de manera definitiva.
En el momento que fue traspasado a Panamá, el Instituto de Vivienda y Urbanismo (IVU) consideró en 1959 que el sitio se convertiría en una urbanización pintoresca y atractiva, con la construcción de hoteles, sitios de recreo, un hospital y una sinagoga, con el fin de atraer a gente adinerada de otras zonas de la ciudad como El Cangrejo, La Cresta u Obarrio. Sus construcciones comenzaron a finales de la década de 1960, y albergaba inicialmente tan sólo un par de edificios altos, como lo era el Holiday Inn-Punta Paitilla. En la actualidad, se ha convertido en un laberinto de calles rodeada por torres de apartamentos de hasta 70 pisos de altura. La misma es una zonificación identificada como RM-1 (residencial multifamiliar hasta para 750 personas por hectárea).
En el área de Paitilla se pueden encontrar diferentes hospitales, clínicas, áreas de compras, supermercados, restaurantes, tiendas para mejoras de la casa así como también áreas generales de compras. Existe un promedio de 55 edificios altos.

## Imágenes

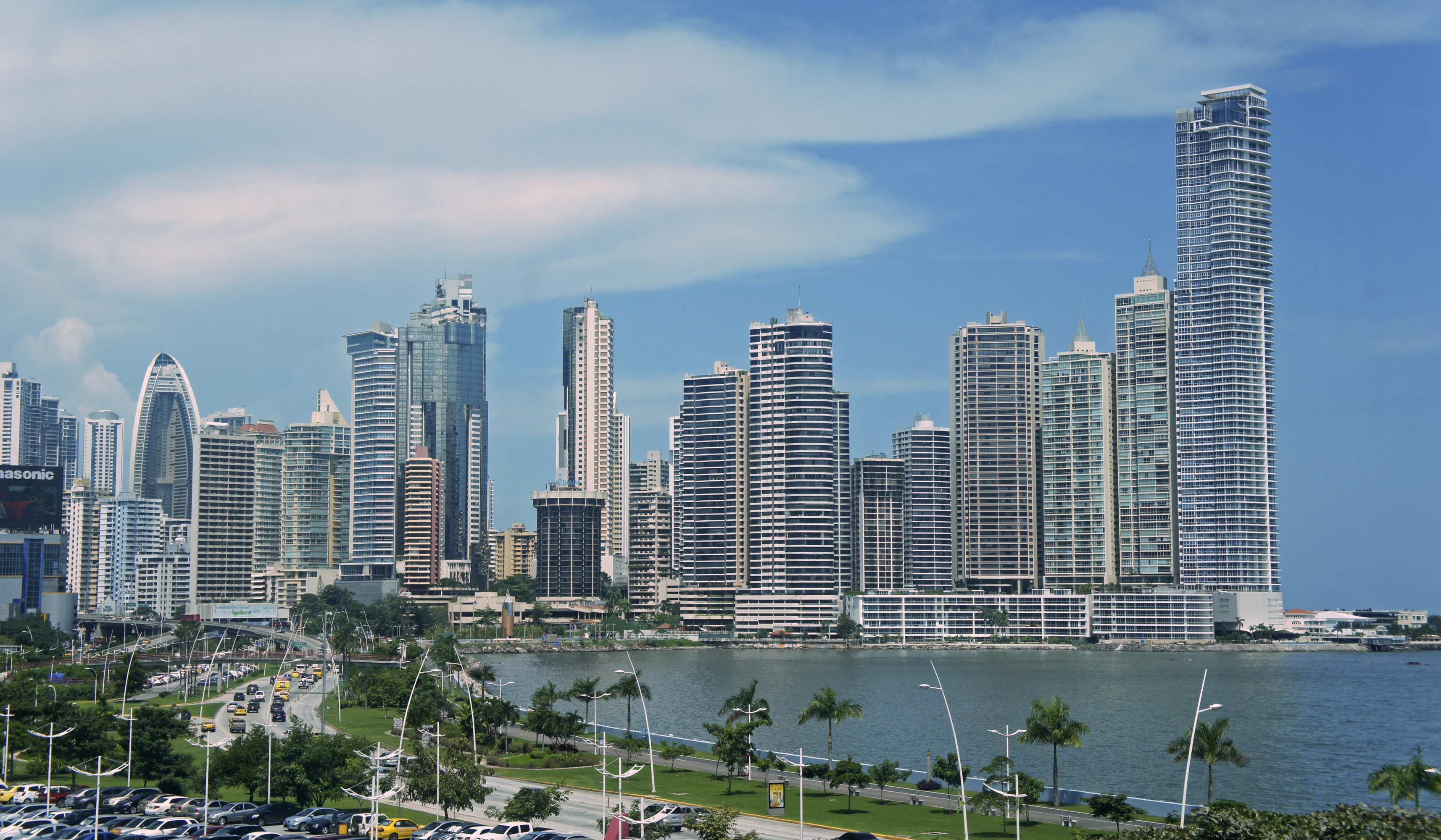
Vista completa de los edificios de Punta Paitilla.
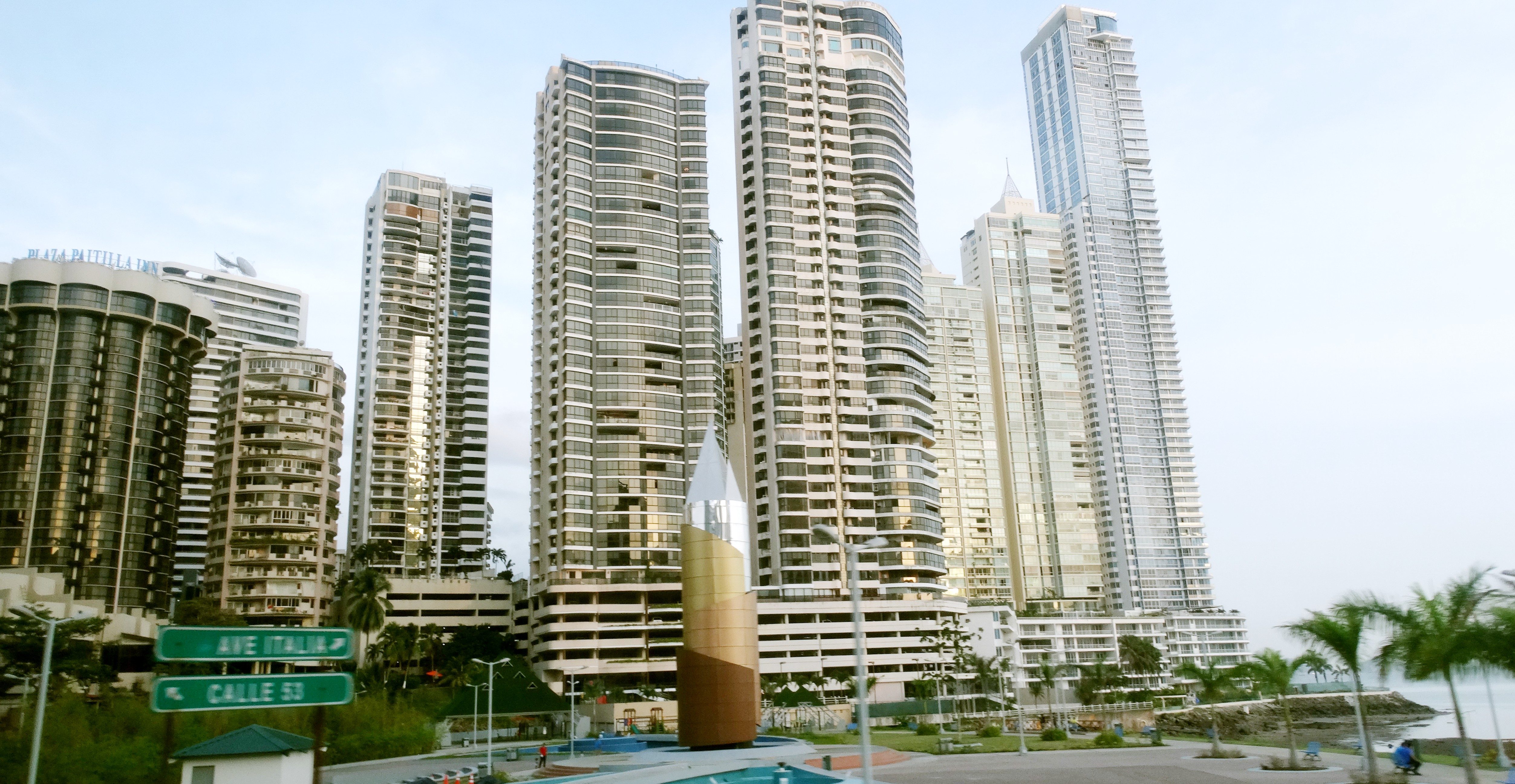
Vista de algunos edificios de Punta Paitilla.
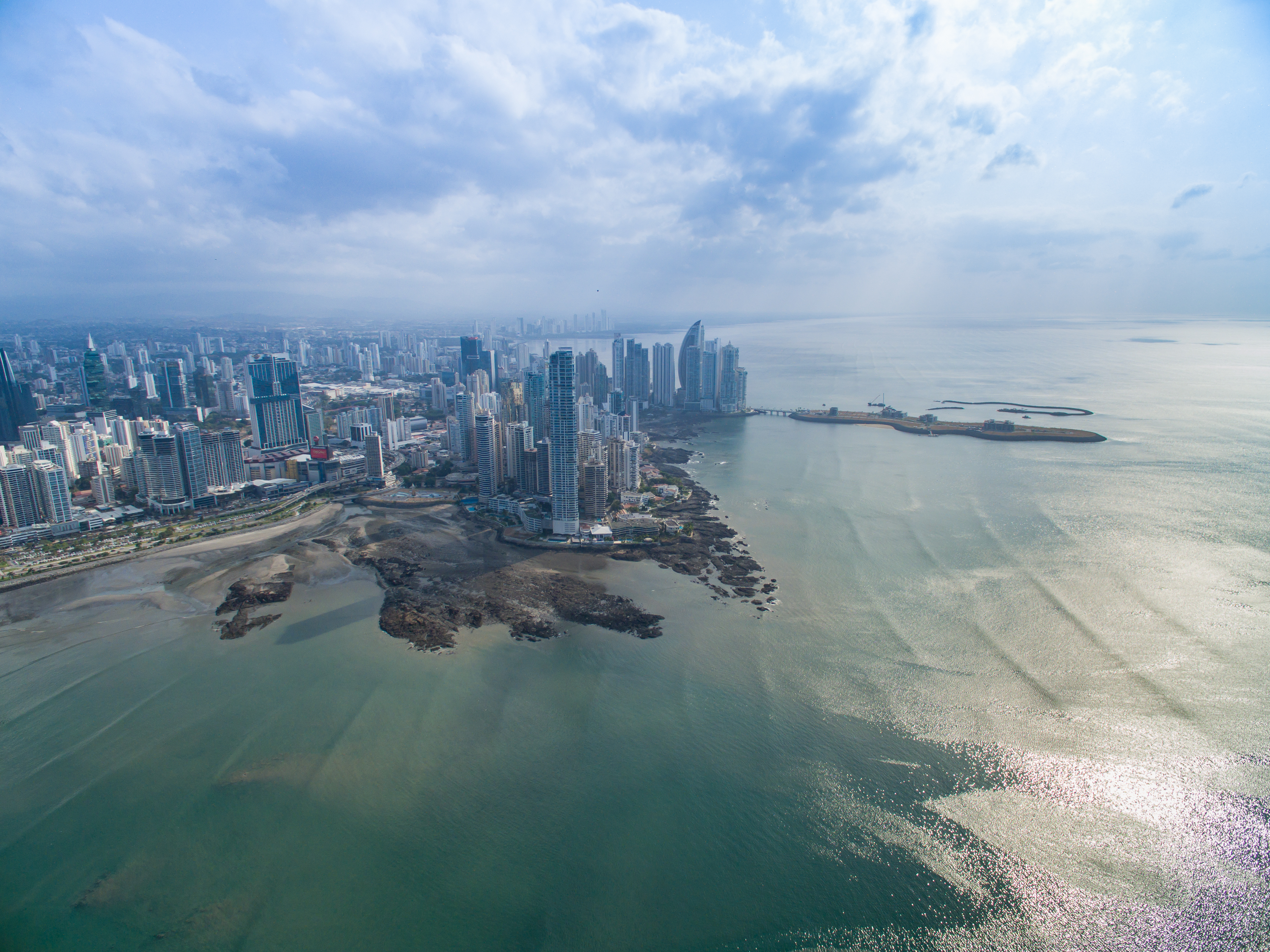
Vista aérea de Punta Paitilla, alrededor se encuentran Punta Pacífica y Ocean Reef Islands.